# Eisenbahnüberführung Oderbrücke Küstrin-Kietz–Kostrzyn
Die Eisenbahnüberführung Oderbrücke Küstrin-Kietz–Kostrzyn ist eine zweigleisige Eisenbahnbrücke, die zwischen Küstrin-Kietz und Kostrzyn nad Odrą die Oder bei Stromkilometer 615,02 überspannt. Als Teil der Preußischen Ostbahn, die Berlin mit Ost- und Westpreußen verband, liegt sie zwischen den Bahnhöfen Küstrin-Kietz und Kostrzyn. In Schifffahrtsrinnenmitte der Oder verläuft die Staatsgrenze zwischen Deutschland und Polen. Das östliche Ende des Widerlagers der Brücke entspricht dem deutschen Streckenkilometer 82,983 und dem polnischen Streckenkilometer 342,281. Das erstmals 1857 eingleisig errichtete und im Jahr 1868 um ein zweites Gleis erweiterte Bauwerk wurde 1926 durch einen Neubau ersetzt. Nach der teilweisen Zerstörung 1945 und einer Behelfsbrücke folgte 1952/1953 der Wiederaufbau. Zwischen 2021 und 2024 wurde ein Ersatzneubau errichtet.

## Geschichte
Die sogenannte Ostbahn sollte Berlin direkt mit Königsberg verbinden. Seit 1842 bestand eine Strecke von Berlin nach Frankfurt (Oder). Diese wurde in Richtung Norden an die neue Bahnstrecke nach Küstrin-Kietz angeschlossen, wo die Oder gequert wurde und die Fortsetzung Richtung Osten nach Kreuz erfolgte. Am 12. Oktober 1857 war die durchgehende, eingleisige Ostbahn fertiggestellt. Aufgrund der Lage des Oderübergangs westlich von Küstrin musste die Königliche Direktion der Ostbahn vier eingleisige Brücken mit insgesamt 700 Meter Länge bauen lassen, eine Brücke über den Odervorflutkanal, eine über die Oder, eine über den Warthevorflutkanal und eine über die Warthe. Die Oderbrücke hatte eine Länge von rund 277 Metern. Im Jahr 1868 folgte der zweigleisige Ausbau der Ostbahn und die Errichtung der direkten Strecke von Küstrin nach Berlin über Gusow. Die zusätzlichen Überbauten des zweiten Gleises wurden auf den vorhandenen, ausreichend breiten Pfeilern errichtet. Abweichend von der älteren Konstruktion wurden die neuen Überbauten mit weniger Materialverbrauch als parabelförmige, eiserne Fachwerkträger ausgeführt.:S. 533
In den Jahren 1925 und 1926 wurde die Brücke aufgrund erhöhter Zuggewichte durch einen Neubau mit zwei nebeneinanderliegenden, eingleisigen Überbauten ersetzt. Bei dem alten Bauwerk war für ein Gleis ein ideeller Lastenzug mit einer Masse von 4,3 t/m zugrunde gelegt worden, der Neubau wurde für 8,2 t/m ausgelegt. Einschließlich einer westlich anschließenden Straßenunterführung hatte der Brückenneubau eine Gesamtstützweite von rund 256 Meter. Die Streckenachse wurde um 6,86 Meter nach Süden verschoben und die Schienenoberkante um 1,4 Meter angehoben. Zuerst wurden neue Mauerwerkspfeiler auf einer Senkkastengründung errichtet. Es folgten die neuen Überbauten für das südliche Gleis Berlin–Schneidemühl, anschließend der Abbruch der entsprechenden alten Brücke und der Neubau der Überbauten für das nördliche Streckengleis. Den Abschluss bildete der Abbruch der nördlichen alten Brücke mit den zugehörigen Pfeilern.:S. 534
Deutsche Truppen sprengten am 28. März 1945 die Brücke über die Oder bei Küstrin. Die beiden rund 80 m langen Überbauten der Stromöffnung lagen danach im Fluss und waren stark beschädigt wie auch zwei der kurzen Vorland-Überbauten und der Strompfeiler. Pioniere der Roten Armee errichteten in der Folge auf einer Umgehungstrasse bis zum 14. April 1945 eine Pontonbrücke als Ersatzbauwerk, das am 18. April durch deutsche Luftangriffe zerstört wurde. Am 25. April 1945 benutzte der erste Zug den wiederhergestellten Behelfsübergang und erreichte abends den Bahnhof Berlin Lichtenberg.:S. 350
Im März 1947 ging dann das südliche Gleis auf der ursprünglichen Trasse mit einem 80 Meter langen Roth-Waagner-Brückengerät als Behelfsbauwerk über der Oder in Betrieb. Im Jahr 1953 war dann das nördliche Gleis wiederhergestellt und die Strombrücke mit einem in gleicher Geometrie wiederhergestellten Überbau ersetzt worden. Ein Bauteil des Vorlandabschnittes konnte nicht mehr wiederverwendet werden und wurde durch einen auf dem Wasserwege von der zerstörten Karniner Hubbrücke nach Küstrin transportierten Überbau nach einer Längenanpassung ersetzt. 1954 folgte schließlich als Abschluss der Austausch des Roth-Waagner-Brückengeräts über der Oder gegen dauerhafte Überbauten. :S. 351Aufgrund der neuen Staatsgrenze wurde das Bauwerk nur noch vom Militär- und Güterzugverkehr genutzt. Erst 1992 folgte die Öffnung für den Reisezugverkehr.:S. 352
Gemäß einem Vertrag zwischen der Bundesrepublik Deutschland und der Republik Polen über den Bau und die Instandhaltung von Grenzbrücken von Schienenwegen obliegt Deutschland die Instandhaltung der Grenzbrücke bei Küstrin. Das Alter und der Zustand des Bauwerks machten in den 2010er Jahren einen Ersatzneubau erforderlich. Im Jahr 2015 wurde der Wettbewerb für die Projektplanung der Brücken über die Odervorflut und die Oder ausgeschrieben. Den Zuschlag erhielt die Ingenieurgesellschaft Schüßler-Plan in Berlin zusammen mit Knights Architects aus London. Ende 2020 wurde die Bahnstrecke gesperrt und der Eisenbahnverkehr auf Schienenersatzverkehr umgestellt. Die Bauaufträge wurden Mitte 2021 vergeben, als mit 52 Mio. Euro Kosten gerechnet wurde. Der Ersatzneubau, eine Netzwerkbogenbrücke, erfolgte unter Beibehaltung der Bauwerkslage für eine Geschwindigkeit von 120 km/h.
Von September bis November 2021 wurden die alten Überbauten ausgebaut. Es folgten die Rohbauarbeiten und Anfang September 2023 der Verschub einer rund 170 Meter langen Stahlkonstruktion von deutscher Seite an das polnische Ufer. Die Inbetriebnahme war für Dezember 2022 vorgesehen. Material- und Personalengpässe führten zunächst zu einer fünfmonatigen Verschiebung der Inbetriebnahme. Da der Korrosionsschutz der neuen Brücke bereits vor dem Einbau der Brückenteile abzublättern begann, musste er komplett entfernt und neu aufgetragen werden. Dies führte zu weiteren Verzögerungen. Am 29. Juli 2024 wurde das Bauwerk in Betrieb genommen.
Die Oderbrücke wurde 2025 mit dem undotierten Deutschen Brückenbaupreis in der Kategorie Straßen- und Eisenbahnbrücken ausgezeichnet.

## Konstruktion

### Brücke 1857
Die eingleisige Brücke von 1857 hatte eine untenliegende Fahrbahn. Sie bestand aus neun Öffnungen mit Gitterträgern als Überbauten und je 26,4 m Stützweite sowie zwei Schifffahrtöffnungen mit einer zweiarmigen, 31,4 m langen Drehbrücke.:S. 534

### Brücke 1926/1954

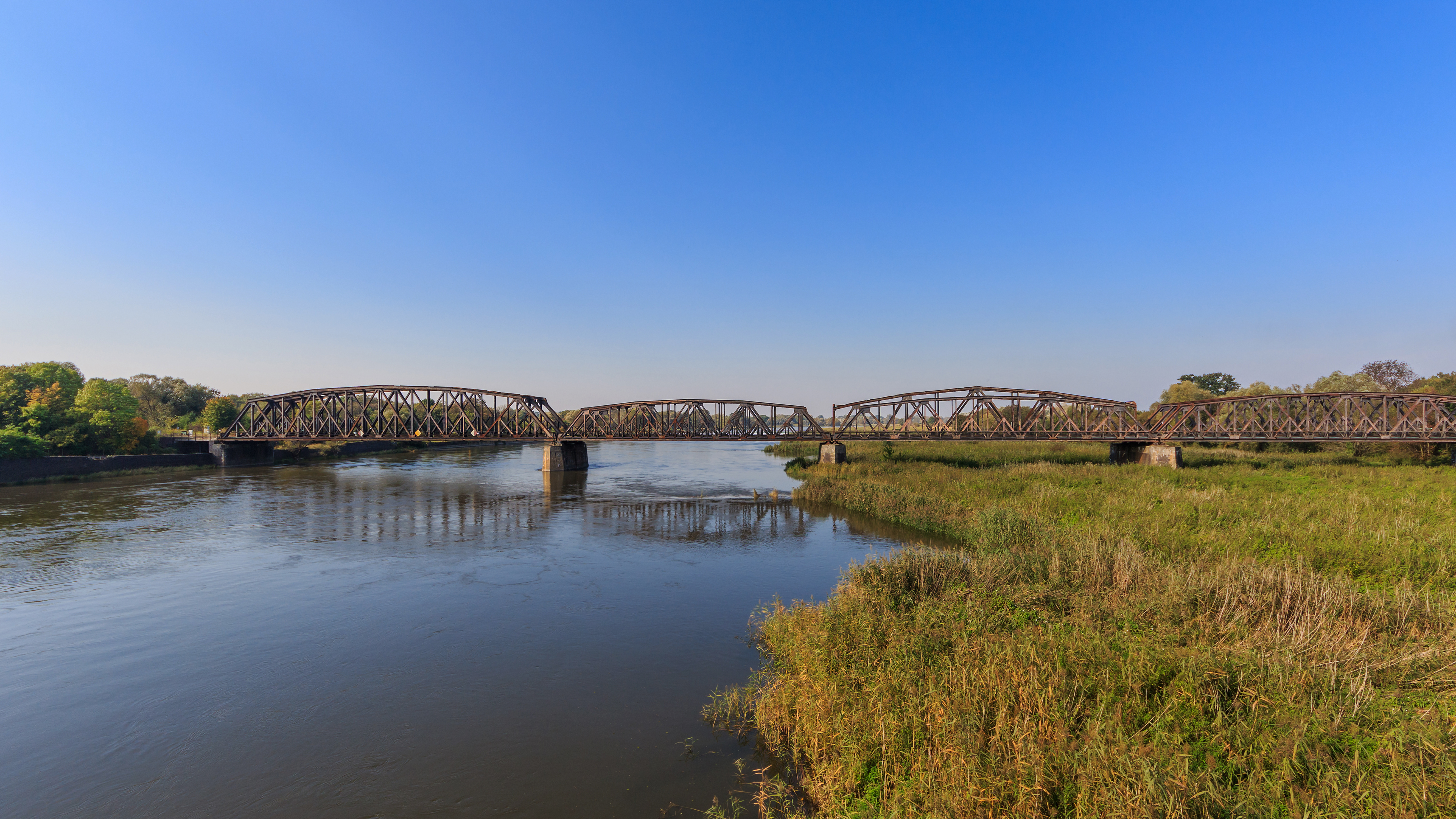
Oderbrücke (2017), links Deutschland, rechts Polen

Die zwei eingleisigen Fachwerkbrückenzüge bestanden aus je einem stählernen Fachwerküberbau mit 80,0 m Stützweite und etwa 11 m Konstruktionshöhe über der Schifffahrtsrinne sowie drei mit jeweils 53,4 m Stützweite und 7,5 m Konstruktionshöhe im anschließenden östlichen Vorland. Sie hatten die Form eines Halbparabelträgers mit abgeschrägten Enden und einfachem Strebenzug mit Zwischengefachen und besaßen eine untenliegende Fahrbahn. Der Kreuzungswinkel zur Achse der Oderwasserstraße betrug 108,31 Gon.:S. 350

### Brücke 2024

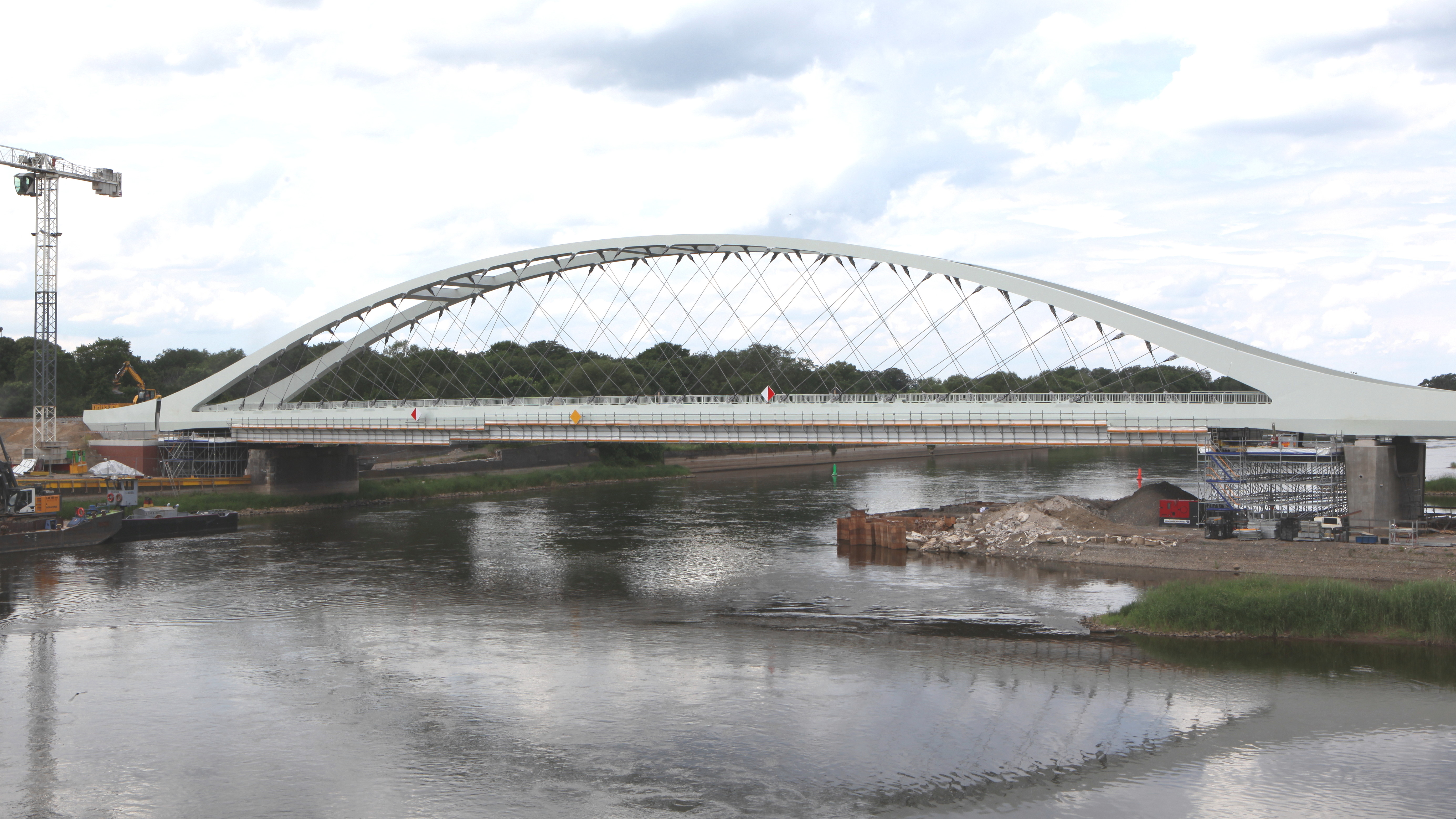
Oderbrücke (2024)

Das Bauwerk hat einen zweigleisigen Überbau mit einem 266,3 m langen Durchlaufträger über vier Felder als statisches System. Die Stützweiten betragen 130 m, 46,4 m, 46,4 m und 43,5 m. Das Feld über der Oder ist als Netzwerkbogen ausgebildet. Die Hänger wurden nach einem Sondervorschlag aus Carbon anstelle von Stahl ausgeführt. Die Hauptträger, die über die gesamte Bauwerkslänge durchlaufen, haben einen kastenförmigen Querschnitt. Im Bereich der Stromöffnung sind sie durch Bögen mit netzförmiger Ausfachung überspannt. Die Hauptträger tragen die Fahrbahnplatte, eine quergespannte Stahlbetonverbundkonstruktion mit einem Trogquerschnitt für den Schotteroberbau.